# Ramaria comitis
Ramaria comitis är en svampart som tillhör divisionen basidiesvampar, och som beskrevs av Schild, Z. 1998. Ramaria comitis ingår i släktet Ramaria, och familjen Ramariaceae. Arten har ej påträffats i Sverige.